# Inge Danielsson
Inge Danielsson (Bromölla, 14 giugno 1941 – Åhus, 30 giugno 2021) è stato un calciatore svedese, di ruolo centrocampista.

## Palmarès
- Campionato olandese: 1

Ajax: 1967-1968